# Andrzej A. Napiórkowski
Andrzej Adam Napiórkowski (ur. 1962 w Szczecinie) – polski duchowny katolicki, paulin, teolog, profesor nauk teologicznych, profesor zwyczajny Wydziału Teologicznego Uniwersytetu Papieskiego Jana Pawła II w Krakowie.

## Życiorys
W 1983 r. wstąpił do Zakonu św. Pawła Pierwszego Pustelnika. W 1988 uzyskał w Papieskiej Akademii Teologicznej w Krakowie tytuł magistra filozofii po obronie pracy pt. Koncepcja duszy ludzkiej w myśli św. Augustyna, napisanej pod kierunkiem ks. prof. Tadeusza Wojciechowskiego, a w 1990 tytuł magistra teologii po obronie pracy pt. Ujęcie nieomylności Kościoła przez H. Friesa w świetle eklezjologii fundamentalnej A. Langa przygotowanej pod kierunkiem ks. prof. Adama Kubisia. W 1990 otrzymał jako zakonnik pauliński święcenia kapłańskie. Na Wydziale Teologicznym Uniwersytetu w Ratyzbonie (Niemcy) w 1996 nadano mu na podstawie rozprawy pt. Schrift-Tradition-Kirche. Glaubensquelle in theologischer Erkenntnislehre M.J. Scheebens stopień naukowy doktora nauk teologicznych. Z kolei w 2000 r. na Papieskiej Akademii Teologicznej w Krakowie na podstawie dorobku naukowego oraz rozprawy pt. Bogactwo łaski a nędza grzesznika. Zróżnicowany konsensus teologii katolickiej i luterańskiej o usprawiedliwieniu osiągnięty w dialogu ekumenicznym otrzymał stopień doktora habilitowanego nauk teologicznych w dyscyplinie teologia dogmatyczna. W 2006 prezydent RP nadał mu tytuł profesora nauk teologicznych. Został profesorem zwyczajnym Wydziału Teologicznego UPJPII oraz w Wyższym Seminarium Duchownym Zakonu Paulinów.
Wszedł w skład Komitetu Nauk Teologicznych PAN.
W 2018 r. został odznaczony Złotym Krzyżem Zasługi.